# Tapete de Tabriz

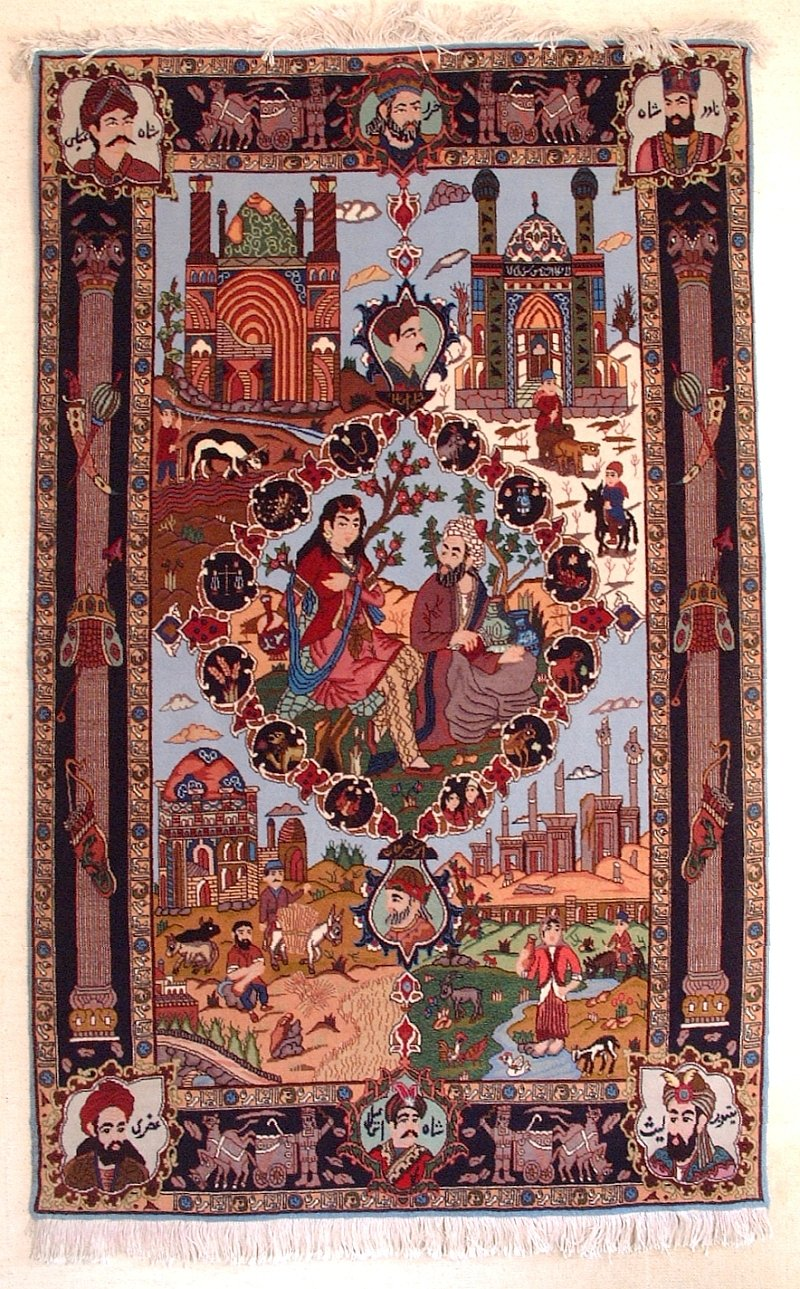

Tapete de Tabriz é um tipo de tapete persa da região de Tabriz.
Tabriz é uma das maiores cidades do Irã, e a capital da província do Azerbaijão Oriental. A maioria de sua população é azeris.
Trata-se de um dos mais antigos centros de tecelagem de tapetes, produzindo uma enorme variedade de tipos. A classificação de qualidade, no Bazar de Tabriz, começa em 24 raj (ou cerca de 75 nós por polegada quadrada) e vai até o tipo incrivelmente fino, de 110 raj.
O tapete de Tabriz tem uma das maiores diversidades de padrões de desenhos, desde medalhões, Herati/Mahi, até figurativos e pictóricos, e até mesmo tapedes em 3-D.
Os tapetes dessa região têm também uma outra particularidade. Nas oficinas de Tabriz foram fabricados os primeiros tapetes para exportação. Após terem enviado tapetes antigos para o estrangeiro, os comerciantes começaram a produzi-los, eles mesmos, em oficinas artesanais, a partir das cores e medidas solicitadas pelos comerciantes europeus. É talvez uma das razões pelas quais esses tapetes não se distinguem por uma cor em particular.

## Descrição
Ornamentos de flores, muitas vezes com medalhão central. Os motivos abrangem árvores floridas, arbustos e folhas de tamanho grande.
Há também exemplares com animais. A borda é de três faixas, ornamentadas com os motivos do campo.

## Ligações externas

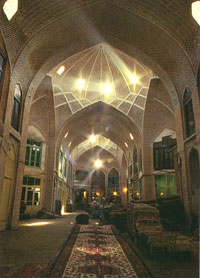
Uma rua do Bazar de Tabriz, especializado na venda de tapetes.
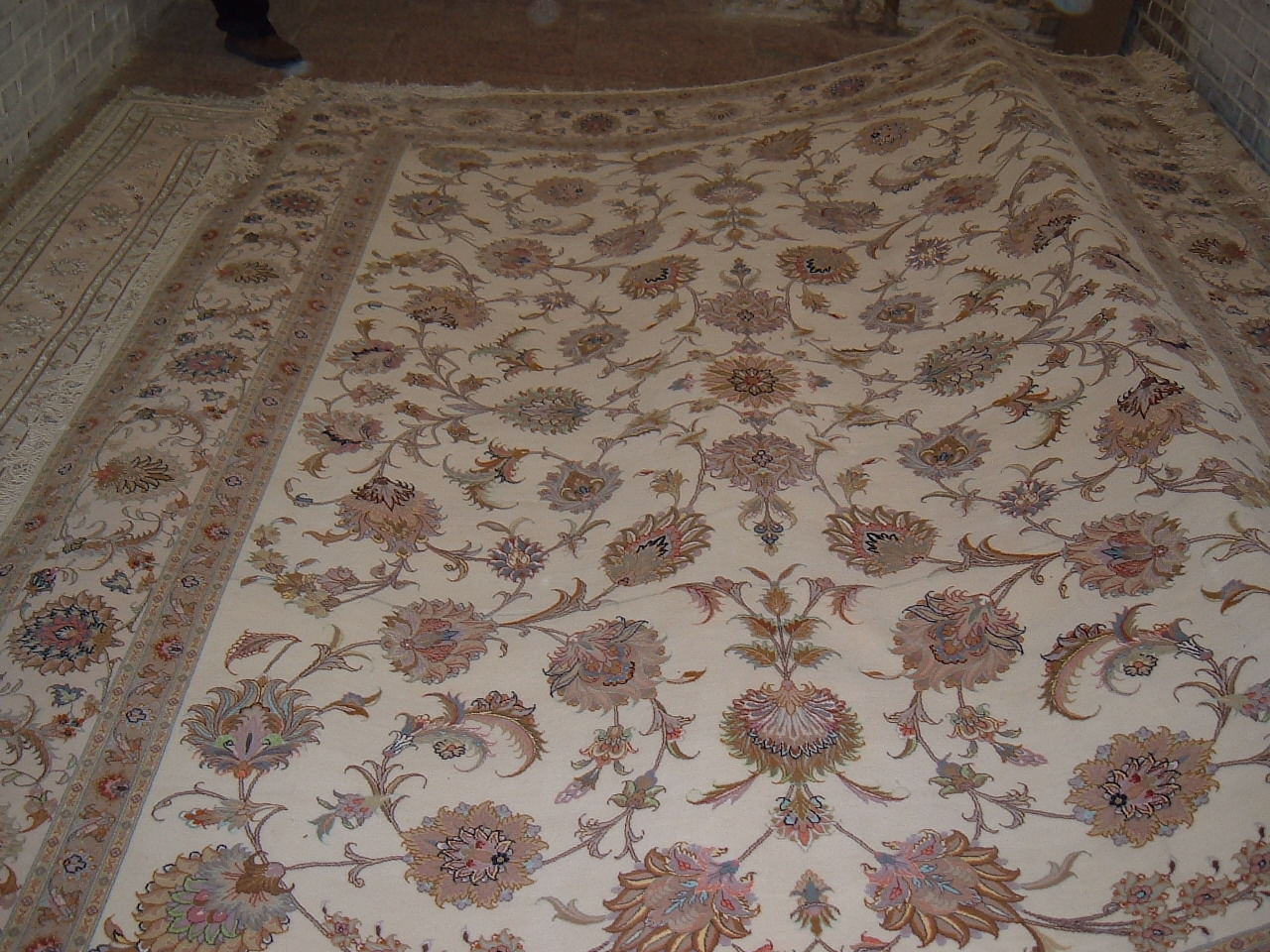
Amostra de tapete de Tabriz (1).
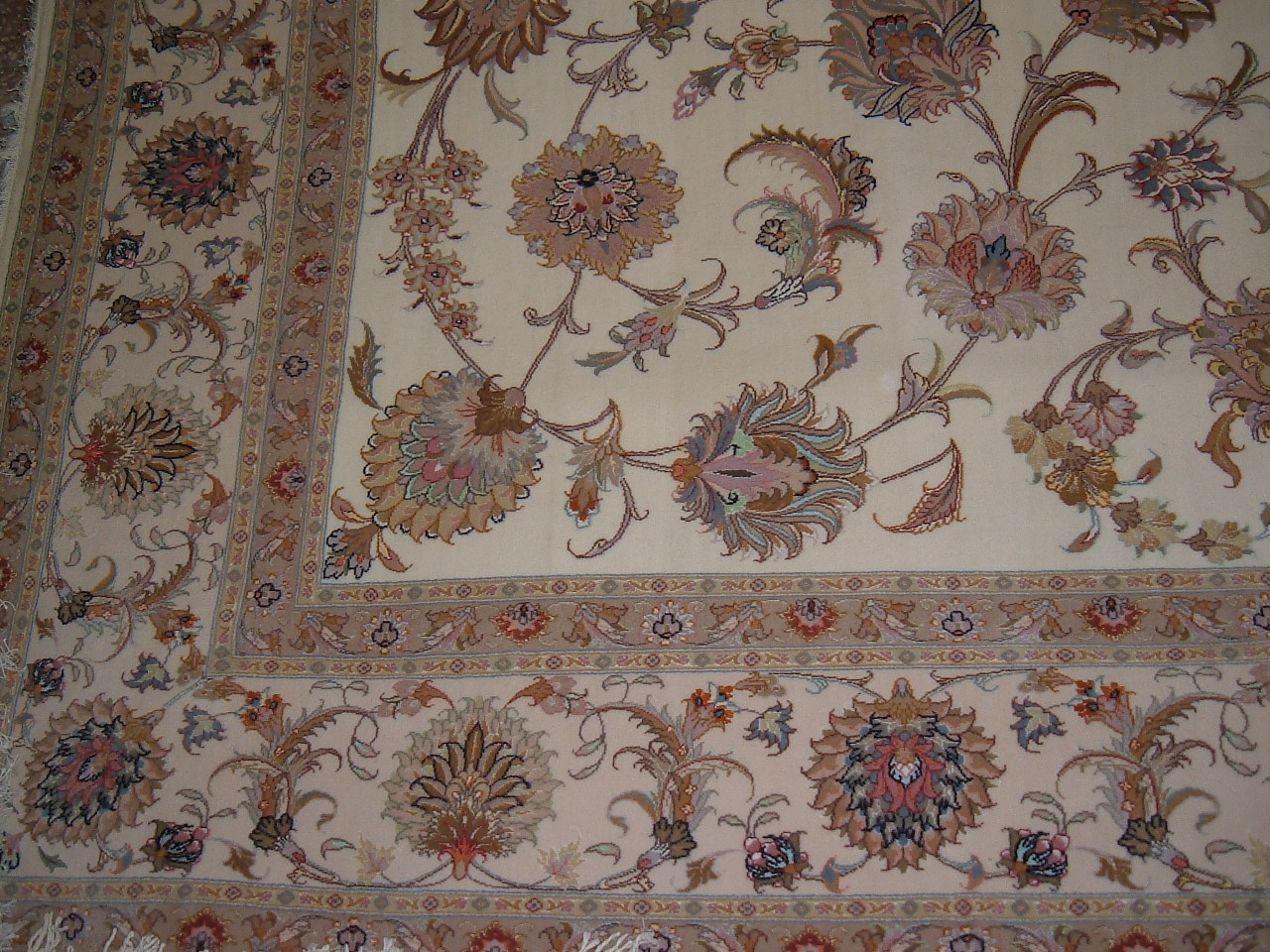
Amostra de tapete de Tabriz (2).